# Punisher (album)
Pour les articles homonymes, voir Punisher.
Albums de Phoebe Bridgers
Stranger in the Alps (en)
(2017) Copycat Killer (en)
(2020)
Singles
1. Garden Song (en)
Sortie : 26 février 2020
2. Kyoto (en)
Sortie : 9 avril 2020
3. ICU
Sortie : 19 mai 2020
4. I Know the End
Sortie : 29 juillet 2020

Punisher est le deuxième album studio de l'auteure-compositrice-interprète américaine Phoebe Bridgers. Il est sorti le 18 juin 2020 sous le label Dead Oceans.

## Accueil critique

### Critiques
Sur le site web Metacritic, Punisher obtient la note moyenne de 90/100.

### Classements des critiques
| Publication          | Classement                                | Position | Réf.   |
| -------------------- | ----------------------------------------- | -------- | ------ |
| Alternative Press    | Les 50 meilleurs albums de 2020           | NC       | [ 15 ] |
| Billboard            | Les 50 meilleurs albums de 2020           | 15       | [ 16 ] |
| Consequence of Sound | Top 50 des albums de 2020                 | 3        | [ 17 ] |
| Crack                | Les meilleurs albums de 2020              | 10       | [ 18 ] |
| Exclaim!             | Les 50 meilleurs albums de 2020           | 3        | [ 19 ] |
| Gaffa                | Les 20 meilleurs albums étrangers         | 8        | [ 20 ] |
| Gigwise (en)         | Les 51 meilleurs albums de 2020           | 15       | [ 21 ] |
| The Line of Best Fit | Les meilleurs albums de 2020              | 4        | [ 22 ] |
| Mojo                 | Les 75 meilleurs albums de 2020           | 9        | [ 23 ] |
| The New Yorker       | La meilleure musique de 2020              | 10       | [ 24 ] |
| NPR                  | Les meilleurs albums de 2020              | 4        | [ 25 ] |
| OOR (en)             | Liste de fin d'année 2020                 | 7        | [ 26 ] |
| Paste                | Les 50 meilleurs albums de 2020           | 14       | [ 27 ] |
| The Plain Dealer     | Les meilleurs albums de 2020              | 6        | [ 28 ] |
| PopMatters           | Les 60 meilleurs albums de 2020           | 1        | [ 29 ] |
| Radio X              | Les meilleurs albums de 2020              | NC       | [ 30 ] |
| RNZ Music            | Le meilleur de 2020: le top 20 des albums | 5        | [ 31 ] |
| Rolling Stone        | Les 50 meilleurs albums de 2020           | 10       | [ 32 ] |
| Rough Trade (en)     | Les albums de l'année 2020                | 2        | [ 33 ] |
| The Skinny (en)      | Le top 10 des albums de 2020              | 2        | [ 34 ] |
| Slate                | Les meilleurs albums de 2020              | 1        | [ 35 ] |
| Stereogum            | Les 50 meilleurs albums de 2020           | 28       | [ 36 ] |
| Uncut                | Les 75 meilleurs albums de 2020           | 3        | [ 37 ] |
| Uproxx               | Les meilleurs albums de 2020              | 15       | [ 38 ] |

## Liste des pistes
| Punisher | Punisher          | Punisher                                                                | Punisher | Punisher | Punisher | Punisher | Punisher | Punisher | Punisher |
| No       | Titre             | Auteur                                                                  | Durée    |          |          |          |          |          |          |
| -------- | ----------------- | ----------------------------------------------------------------------- | -------- | -------- | -------- | -------- | -------- | -------- | -------- |
| 1.       | DVD Menu          | Phoebe Bridgers                                                         | 1:09     |          |          |          |          |          |          |
| 2.       | Garden Song (en)  | - Phoebe Bridgers - Christian Lee Hutson (en) - Marshall Vore           | 3:39     |          |          |          |          |          |          |
| 3.       | Kyoto (en)        | - Phoebe Bridgers - Marshall Vore                                       | 3:04     |          |          |          |          |          |          |
| 4.       | Punisher          | - Phoebe Bridgers - Conor Oberst - Marshall Vore                        | 3:09     |          |          |          |          |          |          |
| 5.       | Halloween         | - Phoebe Bridgers - Christian Lee Hutson - Conor Oberst                 | 4:31     |          |          |          |          |          |          |
| 6.       | Chinese Satellite | - Phoebe Bridgers - Conor Oberst - Marshall Vore                        | 3:37     |          |          |          |          |          |          |
| 7.       | Moon Song         | Phoebe Bridgers                                                         | 4:37     |          |          |          |          |          |          |
| 8.       | Savior Complex    | - Phoebe Bridgers - Christian Lee Hutson - Conor Oberst                 | 4:01     |          |          |          |          |          |          |
| 9.       | ICU               | - Phoebe Bridgers - Marshall Vore - Nicholas White                      | 3:10     |          |          |          |          |          |          |
| 10.      | Graceland Too     | - Phoebe Bridgers - Christian Lee Hutson                                | 3:56     |          |          |          |          |          |          |
| 11.      | I Know the End    | - Phoebe Bridgers - Christian Lee Hutson - Conor Oberst - Marshall Vore | 5:44     |          |          |          |          |          |          |
| 40:37    |                   |                                                                         |          |          |          |          |          |          |          |

## Classements hebdomadaires
| Classement (2020)                    | Meilleure position |
| ------------------------------------ | ------------------ |
| Allemagne (Media Control AG)         | 39                 |
| Australie (ARIA)                     | 12                 |
| Belgique (Flandre Ultratop)          | 20                 |
| Canada (Canadian Albums)             | 96                 |
| Écosse (OCC)                         | 3                  |
| États-Unis (Billboard 200)           | 43                 |
| États-Unis (Album Sales)             | 6                  |
| États-Unis (Independent Albums (en)) | 4                  |
| États-Unis (Tastemakers)             | 4                  |
| États-Unis (Alternative Albums)      | 2                  |
| États-Unis (Top Rock Albums)         | 6                  |
| Irlande (IRMA)                       | 82                 |
| Nouvelle-Zélande (RIANZ)             | 10                 |
| Pays-Bas (Mega Album Top 100)        | 43                 |
| Royaume-Uni (UK Albums Chart)        | 6                  |
| Suisse (Schweizer Hitparade)         | 37                 |